# The Waiter
The Waiter è il primo album in studio del rapper italiano Dani Faiv, pubblicato il 19 maggio 2017 dalla Machete Empire Records.

## Tracce
1. Looper (Intro) – 2:12
2. Scompaio – 3:41
3. Sorrisi di plastica – 3:51
4. Dalai Lama (ft. Jack the Smoker) – 2:54
5. Affogare – 3:15
6. Pragaras – 2:51
7. Wow – 3:17
8. Malattia – 4:14
9. Senza sabbia dentro – 3:50 – contiene la traccia fantasma Kolarov
10. PIN – 3:07
11. The Waiter (ft. Lexotan) – 4:10
12. 4MST (ft. Jack the Smoker) – 2:50

## Formazione
Musicisti
- Dani Faiv – voce
- Jack the Smoker – voce aggiuntiva (tracce 4 e 12), basso (traccia 11)
- Lexotan – voce aggiuntiva (tracce 6, 8, 9 11)
- Carlo Feola – pianoforte (traccia 10)

Produzione
- Jack the Smoker – direzione artistica e coproduzione, produzione (tracce 1, 6 e 9)
- Ignazio Slait Pisano – direzione artistica, produzione esecutiva
- Manuel Hell Raton Zappadu – produzione esecutiva
- Kanesh – produzione (tracce 1-5, 8 e 11)
- Pitto Stail – produzione (tracce 3, 5, 8, 9 e 11)
- Lazza – produzione (traccia 6)
- Low Kidd – produzione (traccia 7)
- Gryngop – produzione (traccia 9)
- Simoo – produzione (traccia 10)
- Aleaka – produzione (traccia 12)

## Classifiche
| Classifica (2017) | Posizione massima |
| ----------------- | ----------------- |
| Italia            | 34                |